# Carl Gustav Roos
Baron Carl Gustav Roos aus dem Adelsgeschlecht Roos (* 25. Dezember 1655 in Västergötland; † auf der Heimreise nach der russischen Kriegsgefangenschaft, beerdigt im Jahre 1722 in Turku) war ein schwedischer Baron und zuletzt Generalmajor der schwedischen Armee.

## Familie
Carl Gustav Roos wurde während des Polenfeldzuges im Jahre 1705 von König Karl XII. die Freiherrenwürde erteilt.
Sein Sohn war Axel Erik Roos, ein schwedischer Generalleutnant und Landeshauptmann.

## Militärischer Werdegang
Seinen Militärdienst begann Karl Gustav Roos im Jahre 1674 als Fähnrich in der Armee des habsburgischen Kaisers. Ein Jahr nach dem Eintritt in die Armee wurde er zum Leutnant befördert. Er nahm unter anderem an der Schlacht bei Trier und der Belagerung von Philippsburg im Jahre 1676 teil.
Roos kehrte 1677 nach Schweden zurück. Er erhielt in der schwedischen Armee ebenfalls den Rang eines Leutnants und wurde dem  Bohusläns Dragoner-Regiment zugewiesen. 1678 erfolgte die Beförderung zum Major und Versetzung in das Skaraborgs-Infanterieregiment. Roos wurde nach acht Jahren in diesem Regiment zum Oberstleutnant befördert und nach Riga in das Regiment von Erik Soop versetzt.
Zu Beginn des Großen Nordischen Krieges befand sich Roos noch immer in Riga und marschierte 1700 mit der schwedischen Armee unter dem Oberbefehl des jungen schwedischen Königs Karl XII. Richtung Narva. In der Schlacht bei Narva zeichnete sich Roos durch seine Kühnheit und Führungsqualität aus und wurde in der Folge zum Oberst befördert.
1706 wurde Roos zum Generalmajor befördert und erhielt ein Jahr später das Kommando über das Närke-Värmlandö-Regiment. In diesem Jahr trat auch sein Sohn als Fähnrich in dieses Regiment ein.
Am 31. August 1708 kommandierte er die Vorhut der schwedischen Armee in der Schlacht bei Moljatitschi. Die schwedische Armee befand sich zu diesem Zeitpunkt auf dem Vormarsch von Mogiljow nach Smolensk. Unter der Ausnutzung der Tatsache, dass der Hauptteil der schwedischen Armee relativ weit hinter die Vorhut zurückgefallen war, gab Zar Peter der Große Generalmajor Golizyn den Befehl, diese im Morgennebel anzugreifen. Die Russen konnten unbemerkt an die Vorhut heranrücken und sie mit starkem Feuerbeschuss überraschen.
Die Truppen von Roos trugen schwere Verluste davon und zogen sich zurück. Die sumpfige Landschaft hinderte die Russen an ihrer Verfolgung. Auch konnte die russische Kavallerie unter Menschikow den Schweden den Rückzugsweg nicht abschneiden. Erst die Ankunft der Hauptkräfte der Schweden zusammen mit König Karl XII. retteten Roos und seine Truppen vor der totalen Vernichtung.
Am 27. Juni 1709 nahm Roos an der Schlacht bei Poltawa teil. Generalmajor Roos verblieb, in Ermangelung anderer Befehle, zu Beginn der Schlacht bei den Verschanzungen in der Nähe von Poltawa. Dadurch wurde er von der Hauptarmee abgeschnitten. Gemeinsam mit den Einheiten von General Schlippenbach, welche ebenfalls den Anschluss an die Hauptarmee verloren hatten, wurden sie von der Truppen des russischen Generals Menschikow angegriffen und in einen Wald bei Poltawa zurückgedrängt. Roos zog sich mit seinen Truppen (vier Schwadronen Kavallerie) hinter einigen Verschanzungen zurück, musste sich aber nach kurzem Kampf dem russischen Generalleutnant Renzel ergeben. Gemeinsam mit den anderen Gefangenen wurde er nach Moskau gebracht und verbrachte die nächsten zwölf Jahre in Gefangenschaft.
Nach der Unterzeichnung des Friedensvertrages von Nystad wurde Roos 1721 freigelassen. Er starb auf dem Heimweg nach Schweden und wurde in Turku beerdigt.